# Kirkuk FC
Il Kirkuk Football Club (in arabo نادي كركوك) è una società calcistica di Kirkuk, in Iraq. È stata fondata nel 1977 con il nome di Wahid Huzairan.
Attualmente non ha ancora vinto trofei nazionali. Gioca le sue partite casalinghe al Kirkuk Olympic Stadium.

## Giocatori celebri
- Younis Mahmoud